# Équipe du Maroc olympique de football
Cet article traite de l'équipe masculine. Pour l'équipe féminine, voir Équipe du Maroc féminine de football des moins de 23 ans.
Maillots
L'équipe olympique du Maroc de football représente le Maroc dans les compétitions de football liées aux Jeux olympiques d'été, où sont conviés les joueurs de moins de 23 ans et constituée sous l'égide de la Fédération royale marocaine de football.
Elle prend également part aux Coupes d'Afrique des nations des moins de 23 ans et aux Jeux olympiques. Depuis la création de ces derniers en 1908, le Maroc a pris part à sept éditions, dont celle de 1972 où les Lionceaux de l'Atlas atteignent les quarts de finale en Allemagne.

## Histoire

### Avant 1960
Avant l'olympiade de 1960, les rencontres des Jeux olympiques sont officiellement disputées par les sélections A, même si elles doivent être composées uniquement de joueurs amateurs. A mesure que le temps passe, les équipes sélectionnées diffèrent de plus en plus des sélections ordinaires. Il a été décidé rétrospectivement en 1999 par la FIFA que les rencontres disputées après 1960 ne sont plus officiellement disputées par des sélections A mais par des équipes dites olympiques.

### Première décennie et quarts de finale (1960-1972)

#### Jeux olympiques de 1964 (Tokyo, Japon)
Lors des Jeux olympiques de 1964 à Tokyo, le Maroc olympique participe pour la première fois à cette compétition internationale. L'équipe est dirigée par le sélectionneur Abderrahman Mahjoub. L'effectif est principalement composé de joueurs évoluant dans le championnat marocain.
Le Maroc est placé dans le groupe D avec la Hongrie, la Yougoslavie et la Corée du Nord. Le premier match se solde par une défaite 6-0 contre la Hongrie, une des équipes les plus fortes de la compétition, avec notamment un sextuplé de Ferenc Bene. Le deuxième match contre la Yougoslavie se termine également par une défaite, cette fois 3-1, malgré l'ouverture du score par Ali Bouachra. Le dernier match contre la Corée du Nord n'a finalement pas eu lieu à la suite du retrait des Nord-Coréens avant l'entame de la compétition. Avec ces résultats, le Maroc termine à la dernière place de son groupe et ne parvient pas à passer le premier tour.

#### Jeux olympiques de 1972 (Munich, Allemagne)
Après avoir manqué l'édition de 1968, le Maroc fait son retour aux Jeux olympiques de 1972 à Munich. Cette fois, l'équipe est renforcée par des joueurs talentueux, dont Ahmed Faras, qui est l'une des vedettes de l'équipe. Le Maroc est dirigé par le sélectionneur Blagoje Vidinić.
Le Maroc est placé dans le groupe A avec l'Allemagne de l'Ouest, les États-Unis et la Malaisie. Le premier match contre le pays hôte se termine par une défaite 3-0. Le second match est une victoire éclatante 6-0 contre la Malaisie, avec des buts de Ahmed Faras, Larbi Aherdane, et Abdelkader El Brazi. Le troisième match se solde par un match nul 0-0 contre les États-Unis, suffisant pour qualifier le Maroc pour le deuxième tour. Le Maroc se retrouve ensuite dans un groupe relevé aux côtés de l'Union Soviétique, de la Pologne et du Danemark. Essuyant de lourds revers avec notamment un 0-5 face à la Pologne et n'ayant inscrit qu'un but, le Maroc est éliminé, mettant fin à leur meilleure performance olympique qui durera jusqu'en 2024. Ahmed Faras, grâce à ses performances remarquables, se fait remarquer sur la scène internationale.

### Retour aux Jeux olympiques (1984-2012)

#### Jeux olympiques de 1984 (Los Angeles, États-Unis)
Le Maroc fait son retour aux Jeux olympiques de 1984 à Los Angeles, sous la direction du sélectionneur Mohamed Massoun. Le Maroc se retrouve à cette occasion dans le groupe B avec l'Allemagne de l'Ouest, le Brésil et l'Arabie saoudite. Le premier match contre l'Allemagne de l'Ouest se solde par une défaite 2-0. Le deuxième match contre l'Arabie Saoudite se termine par une victoire 1-0. Le dernier match contre le Brésil se termine par une défaite 2-0, éliminant le Maroc dès le premier tour.

#### Jeux olympiques de 1992 (Barcelone, Espagne)
Les Jeux olympiques de 1992 à Barcelone marquent une nouvelle participation du Maroc olympique, sous la direction du sélectionneur M'hamed Fakhir. L'équipe est composée de jeunes talents prometteurs, avec l'espoir de surpasser les performances passées.
Le Maroc est placé dans le groupe B avec la Suède, la Corée du Sud et le Paraguay. Le premier match contre la Suède se solde par une défaite 4-0. Le deuxième match contre la Corée du Sud se termine par un match nul 1-1, avec un but de Salaheddine Bassir. Le dernier match contre le Paraguay se termine par une défaite 3-1, avec un but de Noureddine Naybet. Ces résultats éliminent le Maroc dès le premier tour.

#### Jeux olympiques de 2000 (Sydney, Australie)
Aux Jeux olympiques de 2000 à Sydney, le Maroc olympique, dirigé par le sélectionneur Said Khider, espère une meilleure performance. L'équipe est composée de jeunes joueurs talentueux, dont certains évoluent déjà en Europe.
Le Maroc est placé dans le groupe A avec le Chili, l'Espagne et la Corée du Sud. Les Lionceaux de l'Atlas essuieront trois revers face au Chili sur le score de 4-1, avec un but de Bouchaib El Moubarki, à l'Espagne 2-0 et enfin contre la Corée du Sud 1-0, éliminant le Maroc dès le premier tour.

#### Jeux olympiques de 2004 (Athènes, Grèce) et les Jeux de la solidarité islamique 2005
Le Maroc olympique participe aux Jeux olympiques de 2004 à Athènes sous la direction du sélectionneur Mustapha Madih. L'équipe comprend plusieurs jeunes talents prometteurs.
Le Maroc est placé dans le groupe D avec l'Irak, le Portugal et le Costa Rica. Le premier match contre le Costa Rica se termine par un score de parité 0-0. Le deuxième match contre le Portugal se solde par une défaite 2-1 (but de Bouabid Bouden). Le dernier match contre l'Irak se termine par une victoire 2-1, avec des buts inscrits par Bouabid Bouden et Salaheddine Aqqal. Le Maroc tenait sa qualification pour les quarts de finale jusqu'aux derniers moments du match, lorsque dans l'autre rencontre opposant le Costa Rica au Portugal, le joueur Pablo Brenes inscrit le but permettant au Costa Rica de se qualifier au détriment du Maroc.

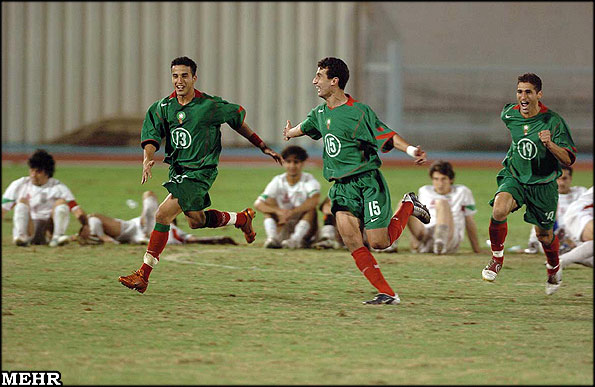
Le Maroc contre l'Iran, se qualifiant en finale des Jeux de la solidarité islamique en 2005.

En avril 2005, l'équipe du Maroc participe aux Jeux de la solidarité islamique à La Mecque en Arabie saoudite avec le nouveau sélectionneur Abdelghani Naciri. Victorieux en quarts contre le Mali (victoire, 1-0), les Marocains atteignent la finale de cette compétition contre l'Arabie saoudite, après une demi-finale victorieuse contre l'Iran, vue comme l'équipe favorite de cette compétition.

#### Tournoi UNAF 2010, CAN 2011 et Jeux olympiques 2012
Entraînée par Pim Verbeek, le Maroc olympique participe au Championnat d'Afrique du Nord des moins de 23 ans en décembre 2010 au Maroc, connaissant la participation de quatre nations. Le Maroc termine la compétition en tant que vice-champion face à l'Algérie.
Entraînée par Pim Verbeek, la sélection olympique débute les qualifications par une victoire à domicile contre le Mozambique 2-0, des buts signés par Abderrazak Hamed Allah et Zakaria Labyad. Le match retour est remporté par le Mozambique (2-1), mais malgré cette défaite les Lionceaux ont poursuivi leur parcours lors de ces qualifications. Lors du 2e tour, les Lionceaux affrontent la redoutable équipe de République démocratique du Congo, l'aller joué à Casablanca fut remporté par les olympiques marocains par 2-1, buts marqués par Yacine Qasmi et Abderrazak Hamed Allah le retour qui se joua au Congo se solda sur le score de 1-1 le but salvateur fut marqué par le meilleur buteur de l'équipe : Abderrazak Hamed Allah,.
Après ces qualifications, le Maroc participe championnat d'Afrique des nations des moins de 23 ans qui se joue au Maroc entre novembre et décembre 2011, et dont les trois premières places envoient aux Jeux olympiques. Le Maroc finit deuxième de son groupe avec deux victoires et une défaite. Il passe alors en demi-finale où il rencontre l'Égypte, le Maroc remporte le match sur le score de 3-2. La finale fut jouée contre l'outsider de la compétition, le Gabon, qui remporte le match à la surprise de l'Afrique entière sur le score de 2-1. Le Maroc est alors qualifié aux Jeux olympiques de 2012 de Londres avec le Gabon, l'Égypte et le Sénégal. Abdelaziz Barrada termine la CAN en tant que meilleur buteur de la compétition (3), au même stade que le nigérian Raheem Lawal.

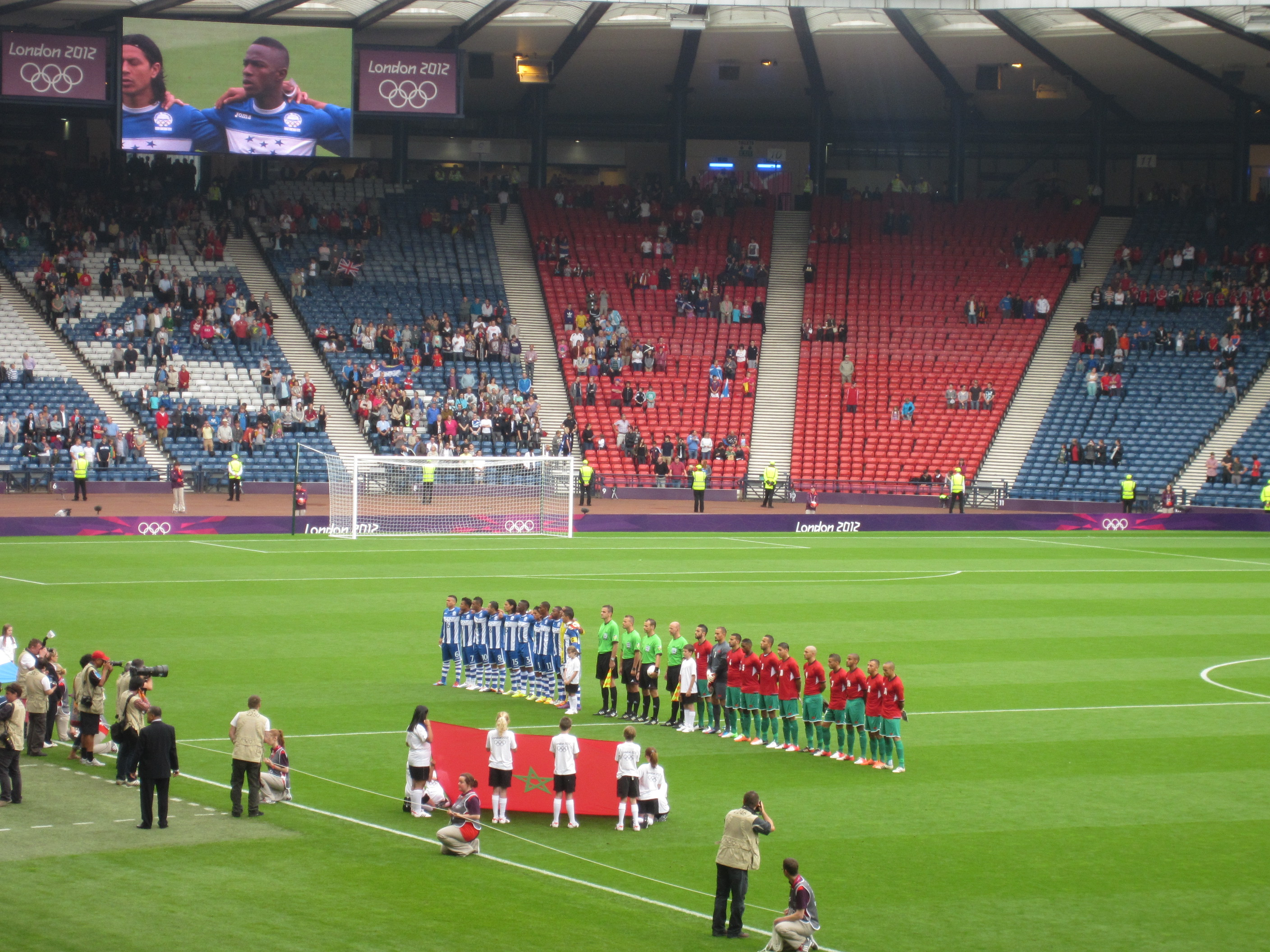
Le Maroc contre le Honduras aux Jeux olympiques de 2012.

Le Maroc participe aux Jeux olympiques de 2012, sous la direction du sélectionneur Pim Verbeek. L'équipe comprend plusieurs jeunes talents, notamment Abdelaziz Barrada et Zakaria Labyad. Le Maroc est placé dans le groupe D avec le Honduras, l'Espagne et le Japon. Le premier match contre le Honduras se termine par un match nul 2-2, avec des buts de Abdelaziz Barrada et Zakaria Labyad. Le deuxième match contre le Japon se solde par une défaite 1-0. Le dernier match contre l'Espagne se termine par un match nul 0-0, éliminant le Maroc dès le premier tour.

### Décennie de néant
Sous la houlette du sélectionneur Patrice Beaumelle en 2019, le Maroc olympique parvient à avoir un effectif riche en qualité avec dans ses rangs des joueurs comme Achraf Hakimi, Noussair Mazraoui ou encore Ilias Chair,. Cependant, à l'occasion d'une double confrontation qualificative pour la Coupe d'Afrique des moins de 23 ans, qualifiant les trois premiers de la compétition aux  Jeux olympiques d'été de 2020 contre le Mali olympique, les Lionceaux de l'Atlas chutent au match retour à Bamako (défaite, 1-0) après un match nul de 1-1 à domicile à Rabat.

### CAN 2023 et qualification aux Jeux olympiques 2024
Plus d'une décennie plus tard, la Confédération africaine de football désigne le Maroc comme pays hôte de la CAN olympique en juin 2023. Le Complexe sportif Moulay-Abdallah de Rabat et le Stade Ibn-Batouta de Tanger sont les deux stades qui accueillent les matchs. Porté par le sélectionneur belge Issame Charaï, de nombreux joueurs issus de la diaspora marocaine sont sélectionnés pour prendre part aux préparations en mars 2023. Le Maroc olympique affronte alors la Côte d'Ivoire olympique (défaite, 2-3), le Togo olympique (victoire, 2-0) et l'Ouzbékistan olympique (victoire, 3-0),.
Lors de la trêve internationale de juin 2023, le Maroc termine sa préparation par deux matchs amicaux : contre l'équipe première de la Mauritanie et de la Zambie. Les Marocains parviennent à remporter les deux matchs grâce des victoires de 4-1 et 3-1,.
Le 24 juin 2023, les Marocains disputent leur premier match de la Coupe d'Afrique des nations des moins de 23 ans à Rabat contre la Guinée olympique (victoire, 2-1). Trois jours plus tard contre le Ghana olympique, les Marocains déroulent et remportent le match sur un large score de 5-1, notamment grâce à un doublé de Yanis Begraoui et Ez Abde,. Grâce à cette victoire, les Marocains se qualifient en demi-finale. Le troisième match de poule contre le Congo olympique se solde également sur une victoire de un but à zéro,. En demi-finale, les Marocains vont jusqu'en prolongation contre le Mali olympique (match nul, 2-2) avant une séance de penaltys victorieuse, se qualifiant ainsi pour les Jeux olympiques d'été de 2024 à Paris.
Lors de l'après-CAN, de nombreux joueurs rejoignent des clubs plus huppé tel qu'Oussama El Azzouzi qui quitte l'Union saint-gilloise pour Bologne FC ou Chadi Riad qui est prêté au Real Betis,. Alors que les joueurs se retrouvent pour une trêve internationale en septembre 2023, certains éléments de la CAN 2023 sont promus en équipe nationale A de Walid Regragui, notamment Ez Abde, Ismael Saibari, Benjamin Bouchouari, Bilal El Khannouss, Ibrahim Salah et Amir Richardson pour un match amical le 12 septembre 2023 contre le Burkina Faso. Les joueurs restants de la tanière U23 disputent un match amical contre le Brésil olympique à Fès, s'imposant sur le score d'un but à zéro grâce à Zakaria El Ouahdi.
Quelques mois avant les Jeux olympiques de 2024, Issame Charaï est remplacé par le sélectionneur Tarik Sektioui, qui se contente de seulement quatre mois pour préparer son équipe. Le sélectionneur décide de sélectionner Achraf Hakimi, Soufiane Rahimi et Munir El Kajoui comme joueurs âgés de plus de 23 ans.

### Jeux olympiques 2024
Lors du premier match à Saint-Étienne du tournoi de football des Jeux olympiques 2024, les Marocains jouent contre l'Argentine. Ils ouvrent le score grâce à un geste technique d'Ilias Akhomach, qui passe le ballon à Bilal El Khannouss. Ce dernier délivre sa première passe décisive à Soufiane Rahimi, qui marque juste avant la mi-temps. Au début de la seconde période, Ilias Akhomach provoque un penalty, tiré par Soufiane Rahimi, qui inscrit ainsi un doublé. Bien que les Argentins marquent un but (inscrit par Giuliano Simeone à la 68e minute), l'arbitre ajoute 15 minutes de temps additionnel, ce qui suscite une vive polémique dans les médias et parmi les supporters marocains. À la 107e minute, les Argentins égalisent avant que l'arbitre ne siffle la fin du match. À la suite d'un envahissement de terrain, les supporters sont évacués du Stade Geoffroy-Guichard,. L'organisation décide alors de transformer la fin du match en un match arrêtéf. Cependant, l'arbitre reprend le match et ajoute 3 minutes de temps additionnel, effectue une vérification à la VAR, et annule le dernier but argentin pour hors-jeu,. Le match se termine finalement sur une victoire des Marocains avec un score de 2-1,.
Lors du deuxième match contre l'Ukraine olympique, les Marocains encaissent un but en première mi-temps avant que Soufiane Rahimi n'égalise à la 64e minute. Alors que le score est égal, l'arbitre donne 10 minutes additionnels, avant que le Maroc se fasse surprendre avec un but encaissé à la dernière minute du match, alors qu'il était en supériorité numérique. Lors du troisième match, les Marocains parviennent à dérouler avec une victoire 3-0 (Amir Richardson, Soufiane Rahimi et Ez Abde) contre l'Irak olympique, les propulsant ainsi en quarts de finale de la compétition.
En quarts de finale, au Parc des Princes, à Paris, le Maroc bat les USA sur score de 4 à 0 et se qualifie pour la demi-finale du tournoi. Les buts sont inscrits par Soufiane Rahimi, Ilias Akhomach, Achraf Hakimi et El Mehdi Maouhoub. Le 5 août 2024, le Maroc dispute la demi-finale contre l'Espagne olympique au Stade Vélodrome de Marseille, ne parvenant pas à assurer une victoire (défaite, 1-2).

## Palmarès
Les tableaux suivants listent le palmarès de l’équipe du Maroc actualisé au 8 juillet 2023 dans les différentes compétitions internationales officielles.
| Compétitions internationales  | Compétitions continentales                                                                          | Compétitions régionales |
| - Jeux olympiques - 3e : 2024 | - Coupe d'Afrique des nations (1) - Vainqueur : 2023. - Finaliste : 2011. - Jeux africains - Néant. | - Jeux méditerranéens (1) - Vainqueur : 1983. - 3e : 1991 - Jeux de la Francophonie (1) - Vainqueur en 2001. - Jeux de la solidarité islamique (1) - Vainqueur : 2013. - Finaliste : 2005. - UNAF -23 ans - Vice-champion : 2010. |

## Parcours lors des Jeux olympiques
Depuis les Jeux olympiques d'été de 1992, le tournoi est joué par des joueurs de moins de 23 ans .
| Football aux Jeux olympiques | Football aux Jeux olympiques | Football aux Jeux olympiques | Football aux Jeux olympiques | Football aux Jeux olympiques | Football aux Jeux olympiques | Football aux Jeux olympiques | Football aux Jeux olympiques | Football aux Jeux olympiques |
| Année                        | Tour                         | Classement                   | J                            | G                            | N                            | P                            | Bp                           | Bc                           |
| ---------------------------- | ---------------------------- | ---------------------------- | ---------------------------- | ---------------------------- | ---------------------------- | ---------------------------- | ---------------------------- | ---------------------------- |
| 1960                         | Non qualifiée                | -                            | -                            | -                            | -                            | -                            | -                            | -                            |
| 1964                         | 1er tour                     | -                            | 3                            | 0                            | 0                            | 3                            | 3                            | 5                            |
| 1968                         | Non qualifiée                | -                            | -                            | -                            | -                            | -                            | -                            | -                            |
| 1972                         | Quart de finale              | 8e                           | 4                            | 1                            | 1                            | 2                            | 7                            | 6                            |
| 1976                         | Non qualifiée                | -                            | -                            | -                            | -                            | -                            | -                            | -                            |
| 1980                         | Boycott                      | -                            | -                            | -                            | -                            | -                            | -                            | -                            |
| 1984                         | 1er tour                     | -                            | 3                            | 1                            | 0                            | 2                            | 1                            | 4                            |
| 1988                         | Non qualifiée                | -                            | -                            | -                            | -                            | -                            | -                            | -                            |
| 1992                         | 1er tour                     | -                            | 3                            | 0                            | 1                            | 2                            | 2                            | 8                            |
| 1996                         | Non qualifiée                | -                            | -                            | -                            | -                            | -                            | -                            | -                            |
| 2000                         | 1er tour                     | -                            | 3                            | 0                            | 0                            | 3                            | 1                            | 7                            |
| 2004                         | 1er tour                     | -                            | 3                            | 1                            | 1                            | 1                            | 3                            | 3                            |
| 2008                         | Non qualifiée                | -                            | -                            | -                            | -                            | -                            | -                            | -                            |
| 2012                         | 1er tour                     | -                            | 3                            | 0                            | 2                            | 1                            | 2                            | 3                            |
| 2016                         | Non qualifiée                | -                            | -                            | -                            | -                            | -                            | -                            | -                            |
| 2020                         | Non qualifiée                | -                            | -                            | -                            | -                            | -                            | -                            | -                            |
| 2024                         | Demi-finale                  | 3e                           | 6                            | 4                            | 0                            | 2                            | 17                           | 5                            |
| 2028                         | À venir                      | -                            | -                            | -                            | -                            | -                            | -                            | -                            |
| 2032                         | À venir                      | -                            | -                            | -                            | -                            | -                            | -                            | -                            |
| Total                        | 8/26                         | 1 médaille                   | 28                           | 7                            | 5                            | 16                           | 36                           | 41                           |

## Effectif actuel
Les joueurs suivants figurent dans la liste définitive du sélectionneur Tarik Sektioui pour les Jeux olympiques de Paris. Les Marocains affrontent l'Argentine olympique le 24 juillet, l'Ukraine olympique le 27 juillet et l'Irak olympique le 30 juillet 2024.

### Appelés récemment
Les joueurs suivants ne font pas partie du dernier groupe appelé mais ont été retenus en équipe nationale lors des 6 derniers mois.
Les joueurs qui comportent le signe , sont blessés au moment de la dernière convocation.
Les joueurs qui comportent le signe , sont suspendus au moment de la dernière convocation.
| Pos. | Nom                | Date de Naissance | Sél. | Buts | Club              | Dernier appel                           |
| ---- | ------------------ | ----------------- | ---- | ---- | ----------------- | --------------------------------------- |
| DF   | Haytam Manaout     | 28 avril 2001     | 3    | 0    | RS Berkane        | Jeux olympiques 2024, juillet-août 2024 |
| DF   | Bilal Ouadghiri    | 3 août 2001       | 1    | 0    | FUS Rabat         | Jeux olympiques 2024, juillet-août 2024 |
| G    | Reda Asmama        | 8 février 2002    | 2    | 0    | Union Touarga     | Jeux olympiques 2024, juillet-août 2024 |
| ML   | Mehdi Moubarik     | 22 janvier 2001   | 4    | 0    | Al-Aïn            | Jeux olympiques 2024, juillet-août 2024 |
| DF   | Ayman El Wafi      | 11 mai 2004       | 15   | 0    | Lugano            | Jeux olympiques 2024, juillet-août 2024 |
| ML   | Amine Souane       | 17 septembre 2001 | 0    | 0    | FUS Rabat         | vs Belgique U23, 4 juin 2024            |
| AT   | Salim El Jebari    | 5 février 2004    | 4    | 0    | Atlético Madrid   | vs Belgique U23, 4 juin 2024            |
| DF   | Omar El Hilali     | 12 septembre 2003 | 3    | 0    | Espanyol          | vs Belgique U23, 4 juin 2024            |
| DF   | Adam Aznou         | 2 juin 2006       | 1    | 0    | Bayern Munich     | vs Belgique U23, 4 juin 2024            |
| AT   | Tawfik Bentayeb    | 14 janvier 2002   | 2    | 0    | Rodez AF          | vs Belgique U23, 4 juin 2024            |
| AT   | Ibrahim Salah      | 30 août 2001      | 13   | 2    | Rennes            | vs Belgique U23, 4 juin 2024            |
| DF   | Mohamed Jaouab     | 1er janvier 2002  | 4    | 1    | Rennes            | vs Belgique U23, 4 juin 2024            |
| DF   | Ayoub Amraoui      | 14 mai 2004       | 14   | 0    | Nice              | vs Belgique U23, 4 juin 2024            |
| G    | Walid Hasbi        | 7 janvier 2004    | 5    | 0    | Strasbourg        | vs Belgique U23, 4 juin 2024            |
| G    | Alaa Bellaarouch   | 1er janvier 2002  | 10   | 0    | SC Braga          | vs Belgique U23, 4 juin 2024            |
| AT   | Yanis Begraoui     | 4 juillet 2001    | 17   | 4    | Estoril-Praia     | vs Belgique U23, 4 juin 2024            |
| AT   | Amine El Ouazzani  | 15 juillet 2001   | 15   | 4    | SC Braga          | vs Belgique U23, 4 juin 2024            |
| AT   | Mountassir Lahtimi | 1er avril 2001    | 2    | 0    | Trabzonspor       | vs Belgique U23, 4 juin 2024            |
| ML   | Mohamed Nassoh     | 26 janvier 2003   | 5    | 0    | Sparta Rotterdam  | vs Belgique U23, 4 juin 2024            |
| AT   | Couhaib Driouech   | 17 avril 2002     | 11   | 0    | PSV Eindhoven     | vs Ukraine U23, 22 mars 2024            |
| AT   | Younes Taha        | 27 novembre 2002  | 11   | 3    | Twente            | vs Ukraine U23, 22 mars 2024            |
| G    | Elias Mago         | 23 mars 2004      | 3    | 0    | Standard de Liège | vs Ukraine U23, 22 mars 2024            |
| DF   | Amine Et-Taïbi     | 5 février 2003    | 3    | 0    | Bruges            | vs Ukraine U23, 22 mars 2024            |
| DF   | Achraf Laâziri     | 8 juillet 2003    | 2    | 0    | Molenbeek         | vs Ukraine U23, 22 mars 2024            |
| AT   | Hamza Igamane      | 2 novembre 2002   | 8    | 2    | Glasgow Rangers   | vs Ukraine U23, 22 mars 2024            |
| ML   | Aïmen Moueffek     | 9 avril 2001      | 2    | 0    | Saint-Étienne     | vs Ukraine U23, 22 mars 2024            |

## Sélectionneurs

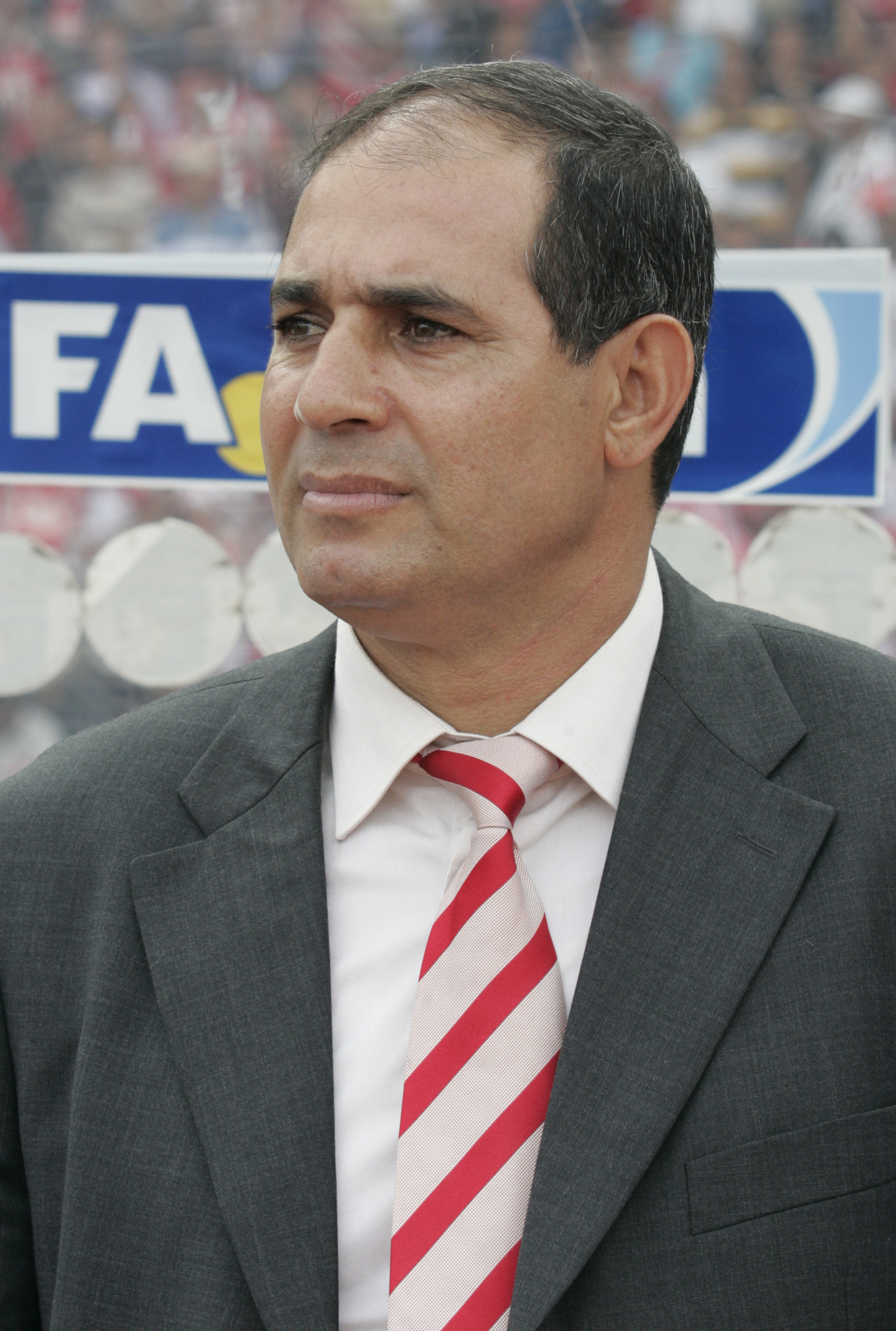
Badou Zaki, sélectionneur de l'équipe nationale (2002-2005).
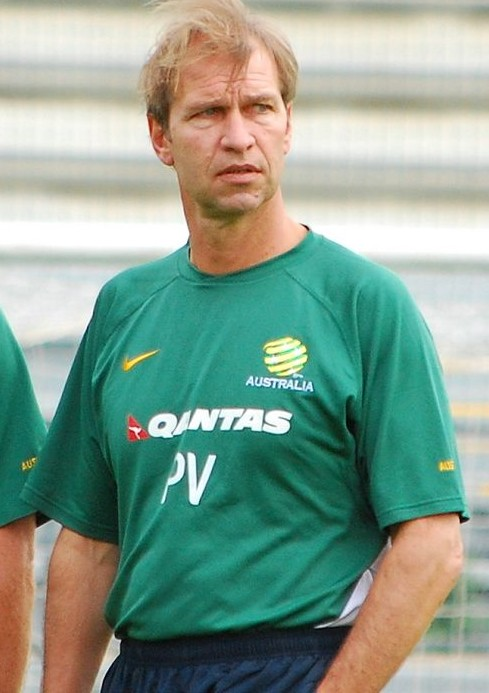
Pim Verbeek, sélectionneur de l'équipe nationale (2010-2014) qualifiant le Maroc aux Jeux olympiques 2012.
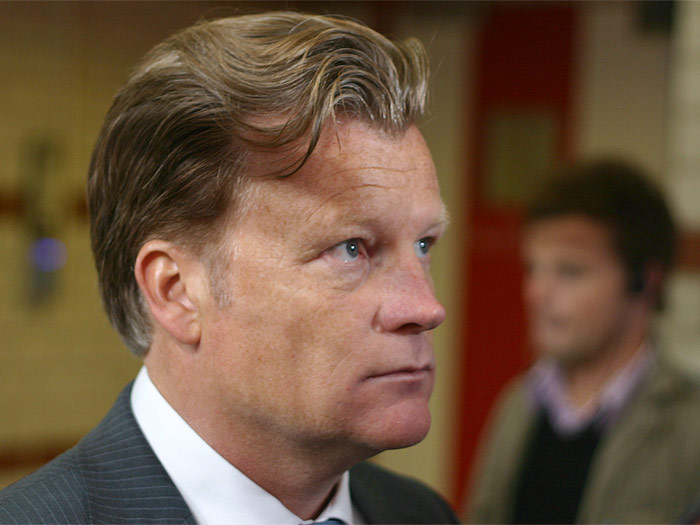
Mark Wotte, à la tête de la sélection entre 2015 et 2019.

| Rang | Nom               | Période   |
| ---- | ----------------- | --------- |
| 1    | Virgil Popescu    | 1968-1970 |
| 2    | Traian Ionescu    | 1983-1984 |
| 3    | Badou Zaki        | 2002-2005 |
| 4    | Abdelghani Naciri | 2005-2006 |
| 5    | Mohammed Ouarga   | 2007-2008 |
| 6    | Pim Verbeek       | 2010-2014 |
| 7    | Mohammed Ouarga   | 2014      |
| 8    | Hassan Benabicha  | 2014-2015 |
| 9    | Mark Wotte        | 2015-2019 |
| 10   | Patrice Beaumelle | 2019      |
| 11   | Bernard Simondi   | 2019-2021 |

| Rang | Nom             | Période   |
| ---- | --------------- | --------- |
| 12   | Houcine Ammouta | 2021-2022 |
| 13   | Issame Charaï   | 2022-2024 |
| 14   | Tarik Sektioui  | 2024-     |